# Aeroporto Internazionale di La Romana
L'Aeroporto Internazionale La Romana è un aeroporto situato vicino alla città di La Romana, nella Repubblica Dominicana.